# Jean Dumont
Jean Dumont (Ambérieu, 14 d'agost de 1943) va ser un ciclista francès, que fou professional entre 1966 i 1971. D'entre les seves victòries destaca una etapa al Tour de França, el 1968.

## Palmarès
- 1963
  - Campió de França en ruta amateur
  - 1r al GP de França
- 1965
  - 1r al Gran Premi de les Nacions amateur
  - 1r als Boucles Pertuisiennes i vencedor d'una etapa
  - 1r a Boussac
- 1968
  - 1r a Auzances
  - Vencedor d'una etapa al Tour de França

### Resultats al Tour de França
- 1967. 38è de la classificació general
- 1968. 21è de la classificació general. Vencedor d'una etapa
- 1969. 16è de la classificació general
- 1970. 21è de la classificació general

### Resultats a la Volta a Espanya
- 1967. 35è de la classificació general

### Resultats al Giro d'Itàlia
- 1968. 33è de la classificació general